# Solanum nelsonii
Solanum nelsonii es una planta perenne de la familia Solanaceae del género Solanum. La planta es venenosa y nativa de las islas del Pacífico. Crece rastrero en suelo arenoso.

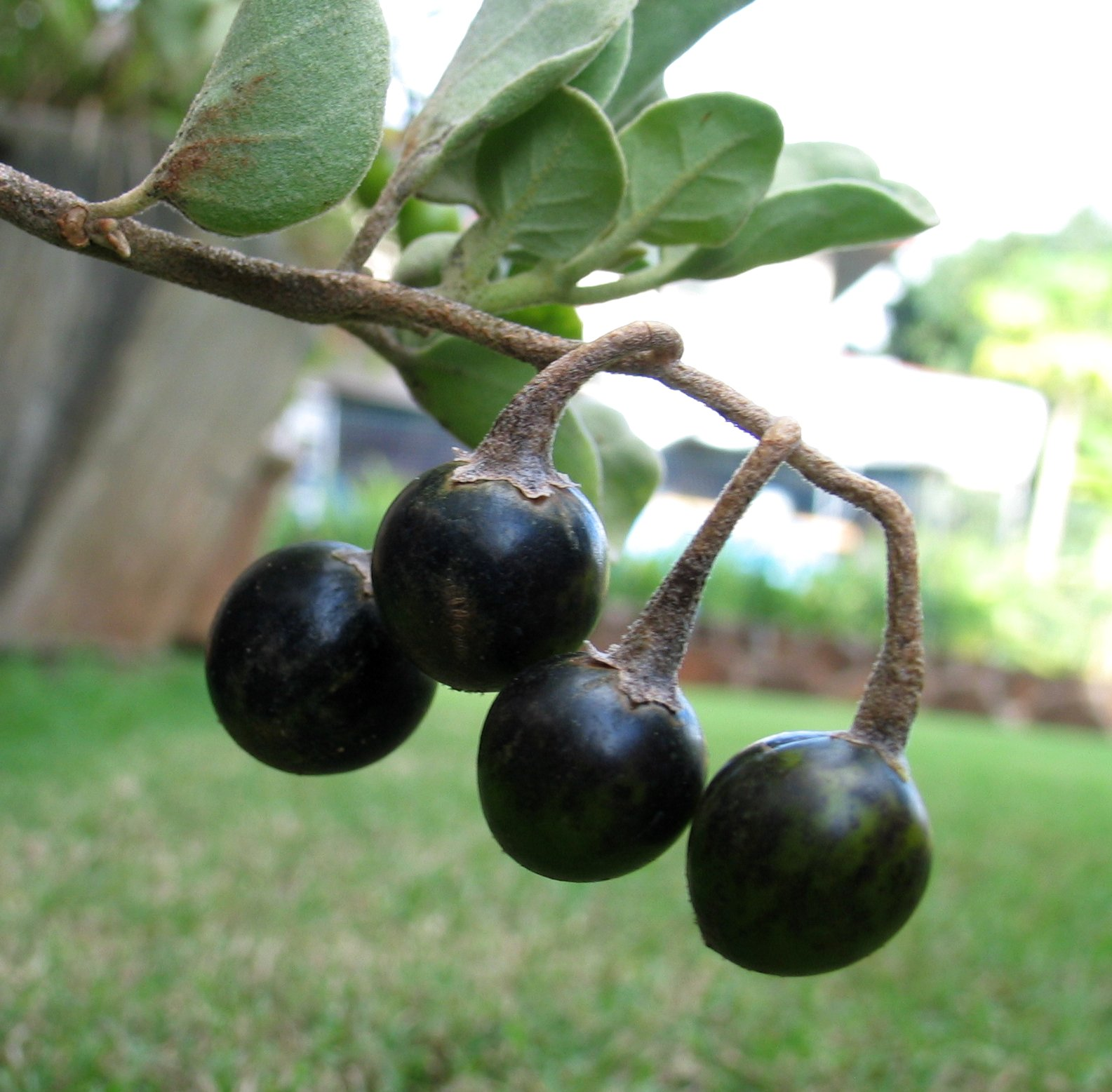
Fruto

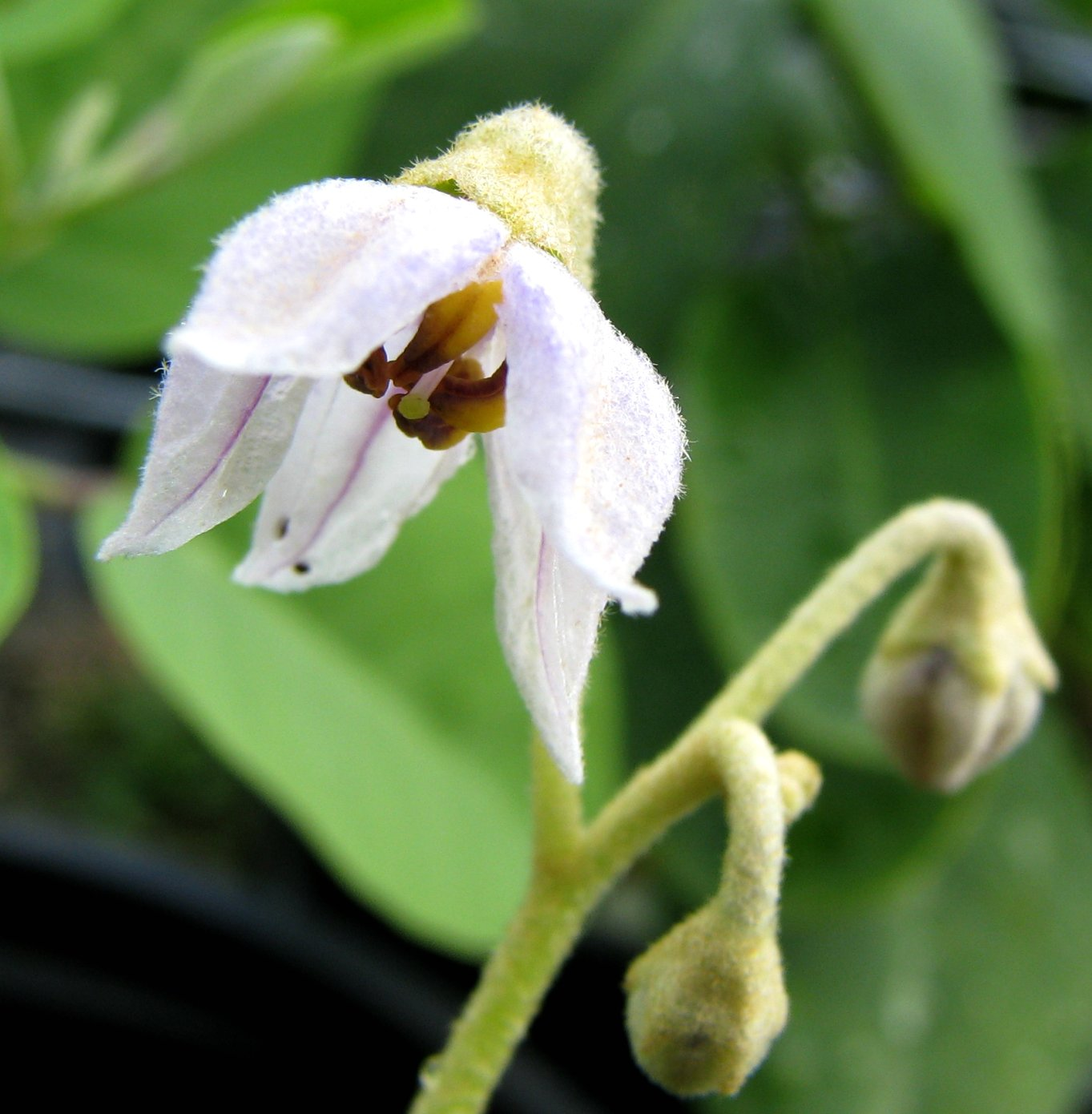
Flor

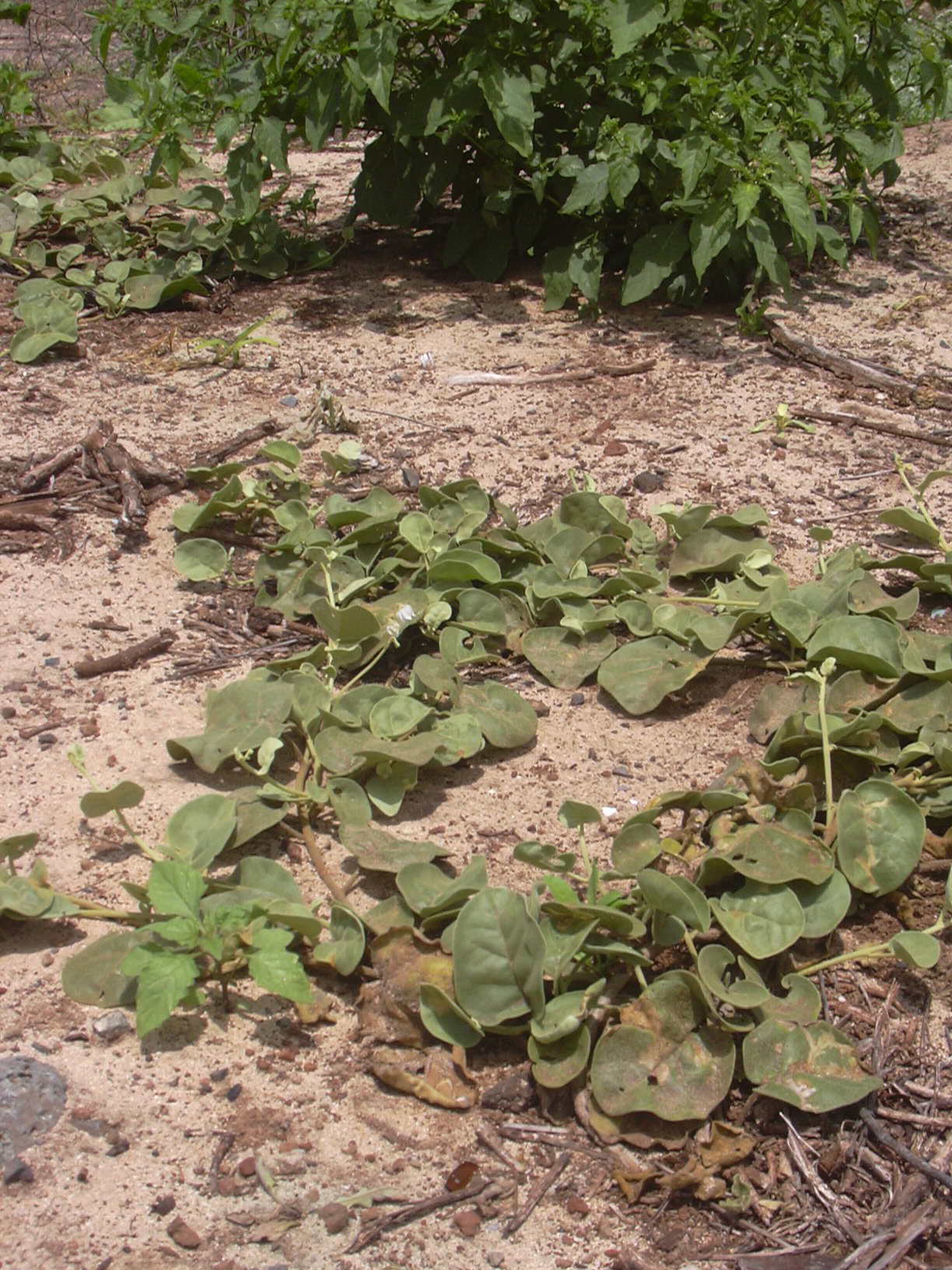
En su hábitat

## Descripción
Solanum nelsonii suele ser un arbusto rastrero que alcanza un tamaño de hasta 1 metro de altura y un diámetro de hasta 1,5 metros. Los brotes jóvenes y las hojas son muy peludos y sin espinas. Las hojas son alternas y de color verde grisáceo, enteras y ovaladas.
Las flores son hermafroditas, de simetría radial, con blancos pétalos son qa lavanda pálido brezo púrpura. Inusual para el género son los estambres sigmoides de color púrpura, indicando potencialmente unos diferentes polinizadores que las habituales abejas. Los frutos son bayas, por lo general de color negro cuando maduras que están juntas y contienen un alto número de semillas.

## Hábitat y distribución
El típico hábitat se encuentra cerca de la costa del mar hasta una altitud de 150 metros sobre el nivel del mar, el suelo es de coral o arena triturada. Actualmente, sólo hay diez poblaciones con un total de menos de 300 plantas conocidas. Los principales yacimientos se encuentran en las islas de Hawái, Maui, Molokai y Niihau. Además de estar Solanum nelsonii en la isla Nihoa. En las islas de Oahu , Kauai , Laysan e islas Midway ahora se considera extinta, después de haber sido desplazada por especies de plantas introducidas o de desarrollo costero.

## Taxonomía
Solanum nelsonii fue descrita por Michel Félix Dunal y publicado en Prodromus Systematis Naturalis Regni Vegetabilis 13(1): 123. 1852.
Etimología
Solanum: nombre genérico que deriva del vocablo Latíno equivalente al Griego στρνχνος (strychnos) para designar el Solanum nigrum (la "Hierba mora") —y probablemente otras especies del género, incluida la berenjena— , ya empleado por Plinio el Viejo en su Historia naturalis (21, 177 y 27, 132) y, antes, por Aulus Cornelius Celsus en De Re Medica (II, 33). Podría ser relacionado con el Latín sol. -is, "el sol", debido a que la planta sería propia de sitios algo soleados.
nelsonii: epíteto otorgado en honor del botánico David Nelson.